# Surprise Moriri
Surprise Moriri (* 20. März 1980 in Matibidi, Graskop) ist ein ehemaliger südafrikanischer Fußballspieler.

## Vereinskarriere
Moriri stieg 2003 mit den Silver Stars als Meister der Zweitligastaffel Inland Stream in die Premier Soccer League auf und wechselte ein Jahr später zu den Mamelodi Sundowns. Nach einer eher durchwachsenen ersten Saison führte der torgefährliche Offensivspieler die Sundowns 2006 und 2007 zu zwei Meisterschaften in Folge. Für seine Rolle beim ersten Titelgewinn wurde er mit den Auszeichnungen Player of the Season und  Players’ Player of the Season geehrt. Während man in der Liga in der Folgezeit von der Spitze verdrängt wurde, gelangen Siege im SAA Supa 8 (2007) und im Nedbank Cup (2008).

## Nationalmannschaft
Moriri debütierte am 20. Mai 2006 im COSAFA-Cup 2006 gegen Swasiland in der südafrikanischen Nationalelf. Anfang 2008 gehörte er zum Kader Südafrikas bei der Afrikameisterschaft in Ghana, schied mit dem Team aber nach der Vorrunde aus. Von Nationaltrainer Joel Santana wurde Moriri im Mai 2009 in das vorläufige Aufgebot für den Konföderationen-Pokal berufen, verletzte sich aber während einer Trainingseinheit mit der Nationalmannschaft am Knie und fiel für das Turnier verletzungsbedingt aus.

## Erfolge
auf Vereinsebene:
- Südafrikanischer Meister: 2005/06, 2006/07, 2013/14, 2015/16
- SAA Supa 8: 2007
- Nedbank Cup: 2008

Individuell:
- Castle Premiership Player of the Season: 2005/06
- Castle Premiership Players’ Player of the Season: 2005/06